# 공빈 임씨
공빈 임씨 (恭嬪 林氏, 1733년 추정 ~ 1805년)는 배당아 불음의 딸이자 청나라 건륭제의 빈이다.

## 생애
옹정 11년 12월 26일에 태어났다.
건륭 13년 (1748년) 1월에, 임상재로 봉해졌다. 입궁시기는 명확하지 않으나, 그해 5월, 임상재는 임귀인으로 진봉하였다. 건륭 14년 1월 전에, 임귀인은 임상재로 강등되었다.
건륭 16년 1월 6일, 내무부 행문이 실록관에 보낸 기록물을 보면, 임씨가 임귀인으로 올라갔고,실록관 사람들은 청실록을 편찬하면서 1월 2일에 귀인으로 올라갔다고 잘못 기재했다. 이후 임씨는 40여 년간 귀인의 자리를 지켰다.
건륭 59년 11월 20일, 공빈 임씨는 승건궁으로 이주하였다. 이 기록을 보아, 임귀인은 공빈으로 진봉된 것으로 보인다. 특히 당시 임귀인을 빈으로 올릴 때, 「공(恭), 숙(肅), 옹(雍)」 이 세글자 중, 건륭제는 "공(恭)"자를 선택해서 임귀인은 공빈이 되었다. 건륭 59년 12월 29일에 정식 책봉례를 행했다.
가경 6년 10월의 내정궁분에 따르면, 수강궁 공빈의 예는 후궁의 위계기준에 따라 맞춰지지만, 유일하게 위하의 관녀들은 비례에 맞춰지는 것으로 나타났다. 이때 임씨보다 지위가 높은 사람은 완귀태비 진씨와 돈비 왕씨 뿐이다. 가경 10년 11월 27일에 서거하였다. 가경 12년 11월 3일, 공빈의 금관은 청동릉 유릉비원침에 묻혔다.

## 출생에 관한 의혹
임씨는 내무부 양황기 화제관령가 거느린 별호기인이라는 의심을 받던 출신이지만, 경공황귀비, 이빈이 입기한 것과는 달리 내무부좌령하인이 아닌 것과 확연히 구별된다. 게다가 건륭 58년에 한족여인 빈의 입기청단이 있었는데, 임씨는 그 명단에 없었고, 민인출신이 아님을 알 수 있다. 《內務府奏銷檔》에 실린 "임귀(林貴)"이 입기했는데, "임귀인"이 아니다. 임귀는 남부학예대감으로 활약이 뛰어나 입기한 것이 현 학자들의 고증이다.

## 공빈이 나온 영상매체
| 년도 | 제목      | 배우   | 극중 이름 | 극중 호칭 |
| ---- | --------- | ------ | --------- | --------- |
| 2013 | 금지욕얼2 | 양순연 | 임씨      | 공태빈    |
| 2018 | 여의전    | 손문정 | 임씨      | 공상재    |